# 村山郡
- 令制国一覧 > 東山道 > 羽前国 > 村山郡
- 日本 > 東北地方 > 山形県 > 村山郡

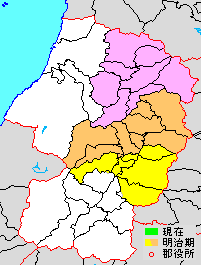
山形県村山郡の範囲（黄・橙：明治期の郡域 桃・橙：古代から中世にかけての郡域）

村山郡（むらやまぐん）は、山形県（出羽国・羽前国）にあった郡。平安時代前期に成立したが、中世末期から近世前期にかけて郡域が大きく変更された。明治時代の郡区町村編制法施行に際し、南村山郡・東村山郡・西村山郡・北村山郡の4郡に分割されて消滅。近世以降の郡域は、現在の山形県の村山地方におおむね相当する。

## 郡域
古代から中世にかけての郡域は、最上郡・新庄市・寒河江市・村山市・東根市・尾花沢市および西村山郡西川町・大江町・河北町にあたる。
消滅直前の郡域は、現在の東村山郡・西村山郡・北村山郡・山形市・寒河江市・村山市・天童市・東根市・尾花沢市および上山市の大部分（中山を除く）、西置賜郡白鷹町の一部（針生）にあたるが、行政区画として画定されたものではない。

## 歴史
仁和2年11月11日（886年12月10日）、当時の最上郡が2郡に分割され、村山郡と最上郡が成立した。和名抄では、長岡郷・村山郷・大倉郷・梁田郷・徳有郷で構成される。長岡郷が寒河江荘に、村山郷が小田島荘になり、残りの地域が公領（尾花沢・新庄地域）となった。
太閤検地のころ南北2郡の名称の入れ替えとともに再編が行われ、北部公領域が最上郡、旧最上郡と寒河江荘域・小田島荘域が村山郡となる。正保日本図が作成されたころ、郡境が確定されたとされる。
元和8年（1622年）に山形藩最上家が改易されて以降、村山郡は幕府領・旗本領・大名領によって細分化されていき、時代が下るとともに「諸大名の石高調整の場」となって領主の変更を繰り返す、領主権の錯綜した地域になっていった。幕府領（天領）統治のために尾花沢陣屋・東根陣屋・漆山陣屋・柴橋陣屋などの代官陣屋が設けられた。
郡内では紅花・青苧・タバコ・菜種などの商品作物栽培が盛んとなった。特に紅花は最上川水運を経て酒田から上方に積み出された。商品経済の発展にともなって有力な商人・大地主が出現するとともに、領主による封建的支配の弱さも相まって村落支配者層が結びついて郡中議定を行うなど、経済・社会において東北地方では「極めて特異な先進性」を有する地域となった。村方騒動が頻発し、大規模な一揆も多く発生している。

### 近代以降の沿革
所属町村の変遷は南村山郡#郡発足までの沿革、東村山郡#郡発足までの沿革、西村山郡#郡発足までの沿革、北村山郡#郡発足までの沿革をそれぞれ参照
- 幕末時点では出羽国に所属した。「旧高旧領取調帳」に記載されている明治初年時点での支配は以下の通り。幕府領は長岡代官所が管轄。下記のほか寺社領が存在。国名のあるものは飛地領。（8町421村）
  - 後の南村山郡域（2町84村） - 幕府領、上山藩、山形藩、下総佐倉藩、上野館林藩、常陸土浦藩
  - 後の東村山郡域（97村） - 幕府領、旗本領、天童藩、山形藩、上野館林藩、下総佐倉藩、常陸土浦藩、陸奥棚倉藩
  - 後の西村山郡域（140村） - 幕府領、松山藩、新庄藩、上野館林藩、陸奥棚倉藩、蝦夷館藩
  - 後の北村山郡域（2町110村） - 幕府領、新庄藩、長瀞藩、天童藩、蝦夷館藩、常陸土浦藩、上野館林藩、下総佐倉藩
- 慶応2年6月19日（1866年7月30日） - 棚倉藩が武蔵川越藩に転封。棚倉藩には陸奥白河藩が転封。
- 慶応4年
  - 2月1日（1868年2月23日） - 棚倉藩が白河藩に転封（実行されず）。
  - 9月29日（1868年11月13日） - 戊辰戦争後の処分により幕府領が酒田民政局の管轄となる。
- 明治元年
  - 12月7日（1869年1月19日） - 出羽国が分割され、本郡は羽前国の所属となる。
  - 12月15日（1869年1月27日） - 戊辰戦争後の処分により松山藩が減封。郡内の領地は変更なし。
  - 12月18日（1869年1月30日） - 戊辰戦争後の処分により天童藩が減封。領地の一部が酒田民政局の管轄となる[4]。
  - 12月22日（1869年2月3日） - 戊辰戦争後の処分により上山藩が減封。領地の一部が酒田民政局の管轄となる。
  - 12月24日（1869年2月5日） - 白河藩が棚倉藩に転封（現状に即した形となる）。このときの減封により郡内の領地が酒田民政局の管轄となる。
- 明治2年
  - 6月22日（1869年7月30日） - 松山藩が改称して松嶺藩となる。
  - 7月26日（1869年9月2日） - 酒田民政局の管轄区域に酒田県（第1次）が発足。
  - 11月11日（1869年12月13日） - 長瀞藩が藩庁を移転して上総大網藩となり、それにともなう領地替えで郡内の領地が酒田県（第1次）の管轄となる。
- 明治3年
  - 7月17日（1870年8月13日） - 山形藩が近江朝日山藩に転封。郡内の領地が酒田県（第1次）の管轄となる。
  - 9月28日（1870年10月17日） - 酒田県（第1次）が県庁移転・改称して山形県となり、佐倉藩・館林藩・館藩・土浦藩の領地も管轄[5]。
- 明治4年
  - 7月14日（1871年8月19日） - 廃藩置県により藩領が上山県、天童県、松嶺県、新庄県となる。
  - 8月29日（1871年10月23日） - 天童県が廃止され、山形県に編入。
  - 11月2日（1871年12月13日） - 第1次府県統合により全域が山形県の管轄となる。
- 明治11年（1878年）11月1日 - 郡区町村編制法の山形県での施行により、村山郡のうち山形ほか2町83村に南村山郡が、天童村ほか1町97村に東村山郡が、楯南村ほか118村に西村山郡が、楯岡村ほか2町105村に北村山郡が、それぞれ行政区画として発足。同日村山郡消滅。